# 1918 en France
Chronologie de la France
- 1914
- 1915
- 1916
- 1917
- 1918
- 1919
- 1920
- 1921
- 1922

Cette page concerne l'année 1918 du calendrier grégorien.

## Événements

### Janvier
- 7 janvier : loi portant création d'un service décomptes courants et de Chèques postaux[1].
- 8 janvier : le président Wilson annonce son programme de paix en « Quatorze points »[2] : souveraineté de la Belgique, libération de la France, développement autonome des peuples de l’Autriche-Hongrie, création d’une Société des Nations. Il vise à transposer la démocratie libérale à l’échelle internationale et à asseoir l’expansion commerciale sur un ordre international mutuellement consenti.
- 11 janvier : le gouvernement Clemenceau obtient la confiance à la suite du débat sur la conduite diplomatique de la guerre par 317 voix contre 113[3].
- 14 janvier : l’ancien ministre Joseph Caillaux, accusé de défaitisme est arrêté à Paris[3]. En 1920, il comparaît devant le Sénat constitué en Haute Cour.
- 18 janvier : Charles Humbert, sénateur de la Meuse, est arrêté sous l'inculpation de commerce avec l'ennemi, inculpation liée au rachat du quotidien parisien Le Journal[3].
- 29 janvier : création à Lorient sous l'impulsion de Émile Marcesche de la première caisse d'allocations familiales[4].
- 30 janvier : bombardements de Paris par 28 avions allemands Gotha G faisant 61 morts et 198 blessés[5]..

### Février
- 10 février : loi qui généralise le rationnement. Une « carte d'alimentation » est instituée à Paris et elle est étendue à toute la France le 1er juin[6].
- 14 février : Paul Bolo, arrêté en septembre 1917, est condamné à mort par un conseil de guerre pour « intelligence avec l'ennemi » et fusillé le 17 avril[7].
- 28 février : échec de la négociation Armand-Revertera[8].

### Mars
- 8 mars : discours de Clemenceau à la Chambre des députés, interpellé par Émile Constant sur la responsabilité du gouvernement dans l'affaire Bolo ; « Ma politique étrangère et ma politique intérieure, c'est tout un. Politique intérieure, je fais la guerre ; politique extérieure, je fais toujours la guerre. Je fais toujours la guerre[3]. »

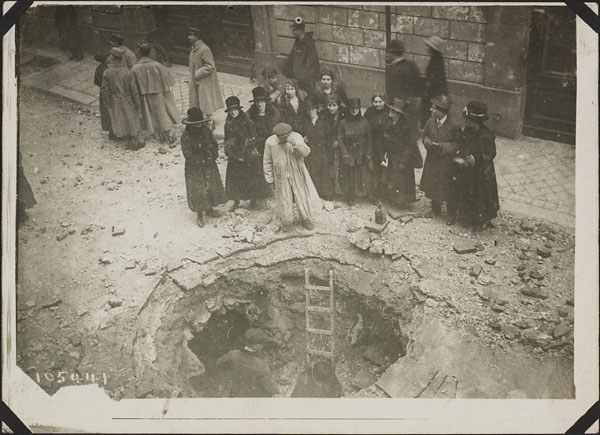
Cratère formé par une bombe lâchée d'un aéronef Gotha sur la rue de Lille à Paris le 11 mars 1918

- 8-11 mars : attaques aériennes de Paris[3].
- 9 mars : passage à  l'heure d'été pour réaliser des économies d'éclairage[9].
- 11 mars : bousculade à la station Bolivar du métro de Paris à la suite d'un bombardement aérien. 66 personnes meurent piétinées et 30 autres sont blessées, dont 5 ne survivront pas[10].
- 15 mars : catastrophe de La Courneuve. L’explosion d'un dépôt de munitions provoque de gros dégâts, 24 morts et de nombreux blessés[11].
- 18 mars : destruction de la galerie allemande du Kilianstollen à Carspach en Alsace[12].

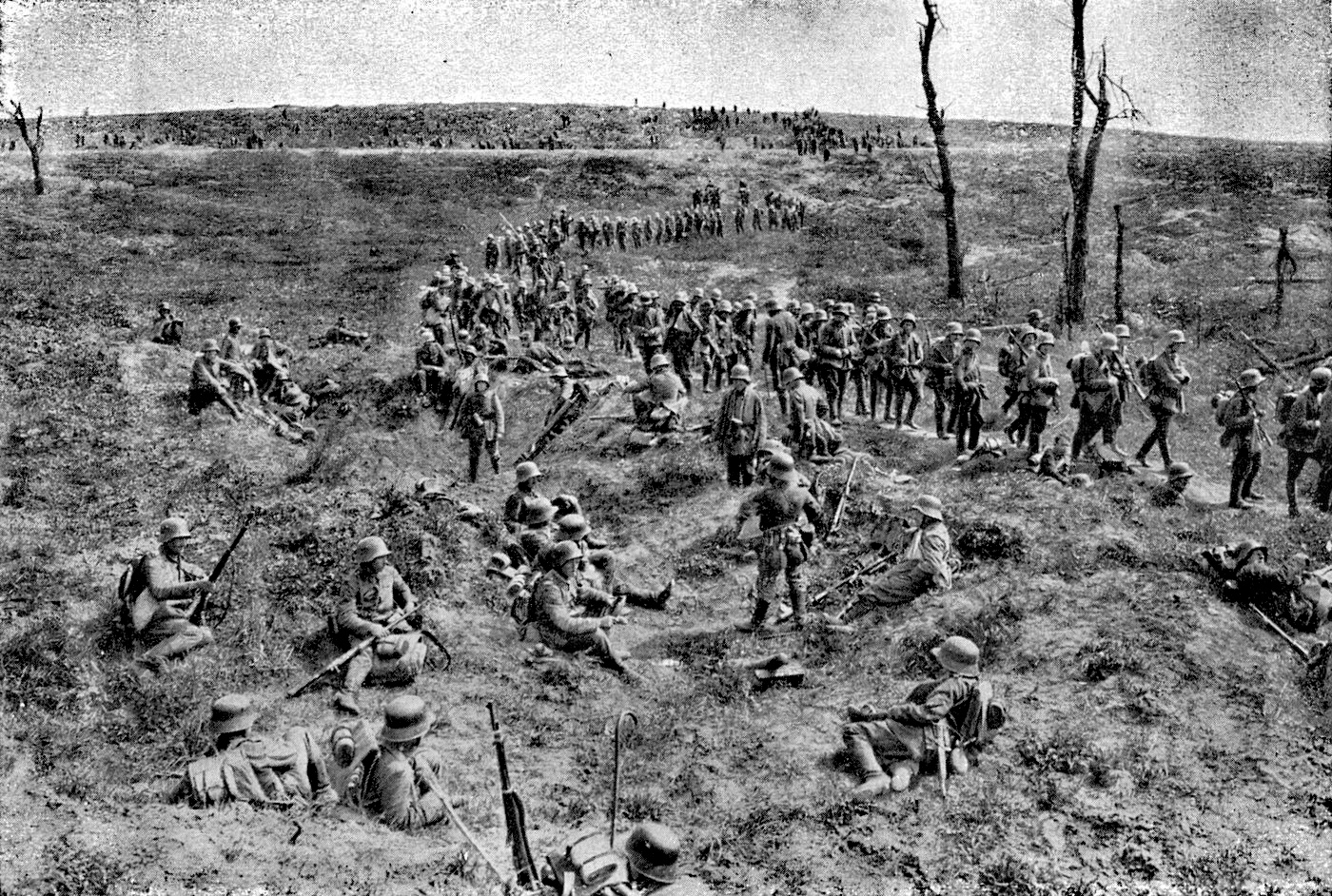
Percée allemande dans les plaines de la Somme lors de la grande bataille de France. Mars 1918

- 21 mars-18 juillet : grande bataille de France. Offensive allemande contre les Français et les Britanniques en Picardie, entre Arras et la Fère-en-Tardenois (Luddendorff et Hindenburg).
- 21 mars-5 avril : Opération Michael. 2e bataille de Picardie[3].
- 23 mars : Paris est bombardée jusqu’au 9 août par les Pariser Kanonen (et non la Grosse Bertha)[13].
- 26 mars : conférence de Doullens entre le maréchal Haig et les généraux Wilson et Foch, qui prépare la conférence d’Abbeville[14]. Le général Foch est nommé commandant-en-chef du front de l'Ouest, avec le titre de généralissime.
- 28 mars : le général Pershing met les forces américaines à la disposition de Foch[15]. Plus de deux millions de soldats américains sont envoyés en Europe à partir d’avril (50 000 victimes). Ce renfort continu (200 000 hommes par mois) renverse l’équilibre au profit de l’Entente.
- 29 mars : un obus allemand tiré par un canon de type Pariser Kanonen tombe sur l'église Saint-Gervais de Paris tuant 88 personnes et en blessant 69 autres[10].

### Avril
- 2 avril, affaire Sixte : incident provoqué par Czernin, ministre des affaires étrangères Austro-hongrois entre l’empereur Charles Ier d’Autriche à Vienne et Clemenceau, premier ministre Français. Les Français révèlent les contacts secrets de Charles via le prince Sixte[16].
- 3 avril : loi réglementant des exportations de capitaux et des importations de titres ou de valeurs mobilières[17]. Elle renforce les moyens de lutte contre la fraude fiscale et permet le contrôle des changes[18].
- 4 avril : coup d’arrêt porté à l’avancée allemande vers l'’ouest à Villers-Bretonneux par les troupes australiennes. Les forces allemandes de Ludendorff cessent leur offensive en Picardie sans succès[19].

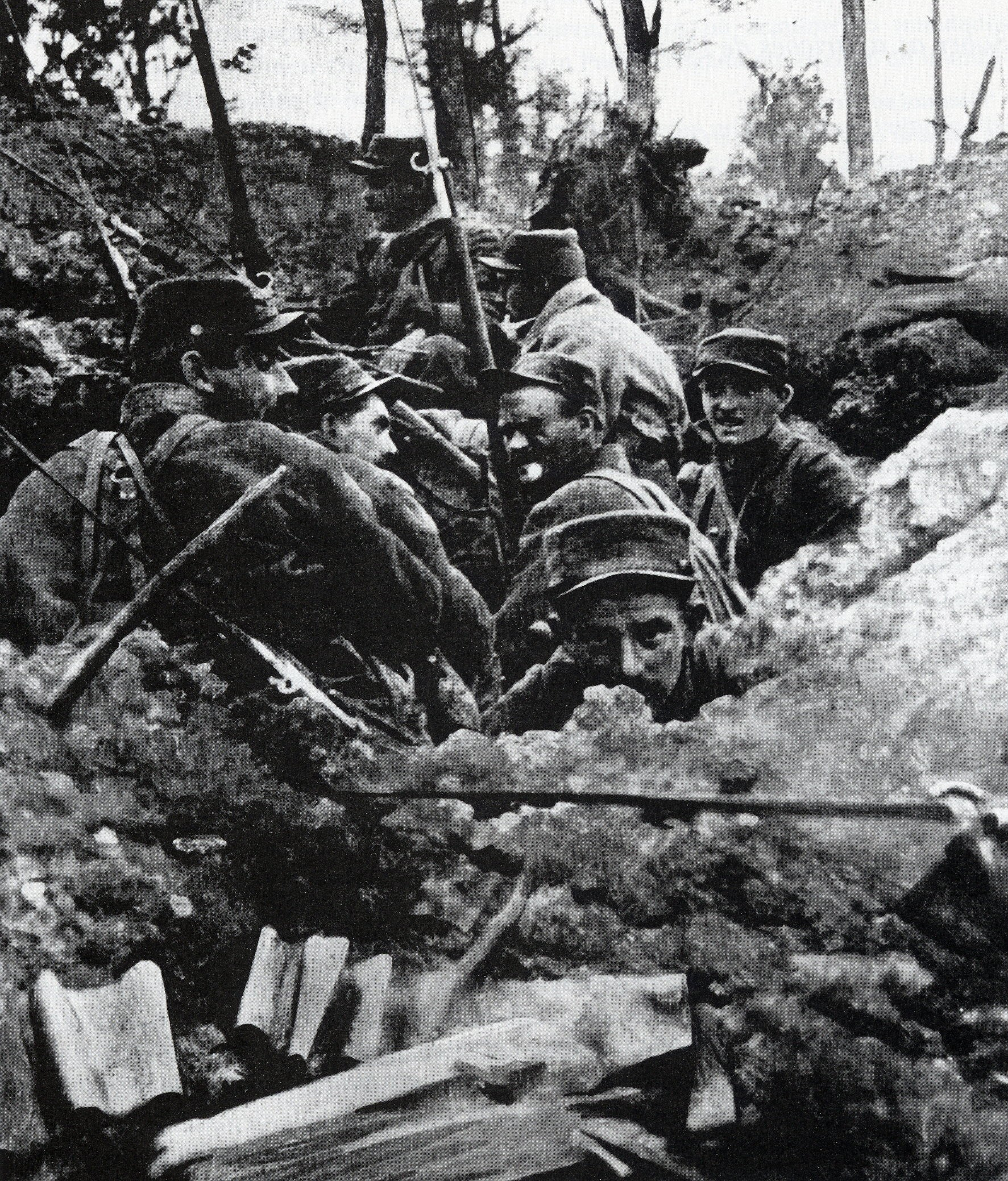
Soldats portugais dans les tranchées pendant la bataille de la Lys.

- 9-29 avril : offensive allemande en Flandre vers Hazebrouck[20]. Bataille de la Lys, fatale au corps expéditionnaire portugais, dont les survivants sont enrôlés dans l’armée britannique[21].
- 14 avril : Foch est nommé commandant en chef des armées alliées[22].
- 24 avril : premier affrontements entre chars de combat de l'Histoire à Villers-Bretonneux[23].

### Mai
- 1er-2 mai : deuxième conférence d’Abbeville. Foch réclame l’autorité sur le front italien mais n’obtient qu’un pouvoir de coordination[14].

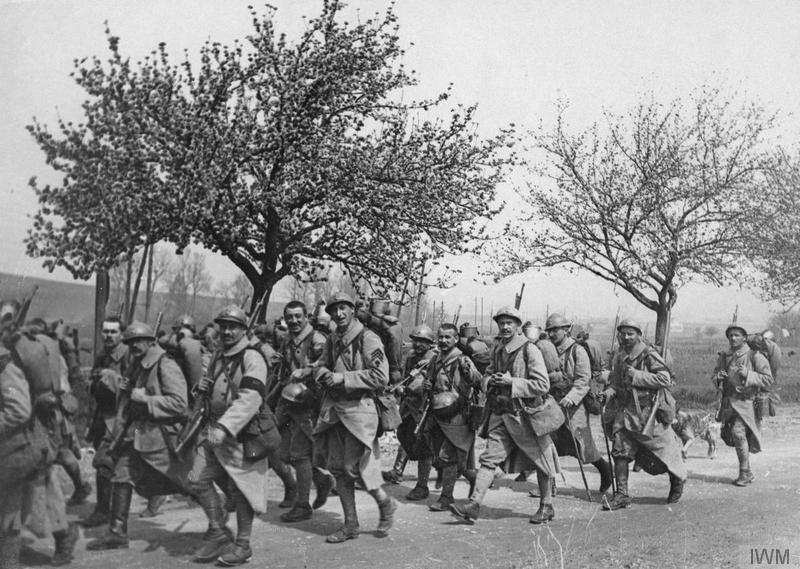
Soldats français allant au front près de Ribecourt, le 3 mai 1918.

- 13 mai : les ouvriers de Renault commencent la « grève des bras croisés »[24]. Début de la grève dans les usines d'armement de la région parisienne (13-18 mai) et du bassin de la Loire (18-28 mai)[25].
- 27 mai-11 juin : bataille de l’Aisne. Troisième offensive allemande au Chemin des Dames[20].
- 28 mai : contre-offensive alliée en Picardie ; la première division américaine enlève le village de Cantigny[26].
- 30 mai : les troupes Allemandes atteignent la Marne à Château-Thierry[27].

### Juin
- 1er - 3 juin : la sixième session du Conseil supérieur interallié de la guerre se réunit à Versailles[3]. Il se prononce pour la création d'un État polonais et reconnait la légitimité des aspirations des peuples yougoslaves et tchécoslovaques à l'indépendance[28].
- 4 juin : après l'offensive allemande sur le Chemin des Dames, Clemenceau convainc les députés de ne pas limoger les généraux Philippe Pétain et Ferdinand Foch en pleine bataille[3].

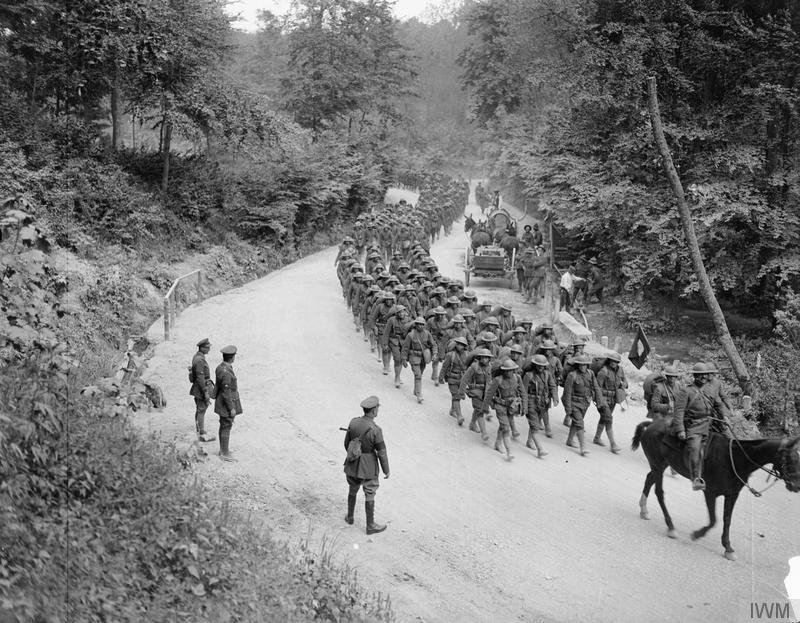
Les troupes américaines au près de Famechon, le 7 juin 1918.

- 6 - 26 juin : premier engagement des troupes américaines à la bataille du bois Belleau[29].
- 9-13 juin : bataille du Matz ; offensive allemande entre Montdidier et Noyon vers Compiègne[30].
- 20 juin : François de Wendel est élu président du Comité des forges[31].
- 29 juin : loi fiscale augmentant l'impôt général sur le revenu de 10 à 20 %[32].

### Juillet
- 4 juillet : victoire des troupes américaines et australiennes sur les Allemands à la bataille du Hamel[33].
- 14 juillet : coup de main du Mont-sans-Nom. Le corps franc dirigé par Joseph Darnand fait vingt-trois prisonniers au sein d'un état-major de régiment allemand et s'empare de documents essentiels qui permettent de connaître le plan de l'offensive allemande en Champagne[34].
- 15 juillet : offensive allemande en Champagne. Début de la  seconde bataille de la Marne[20].
- 17 juillet :  « traité d'amitié protectrice » signé à Paris entre la France et Monaco[35].

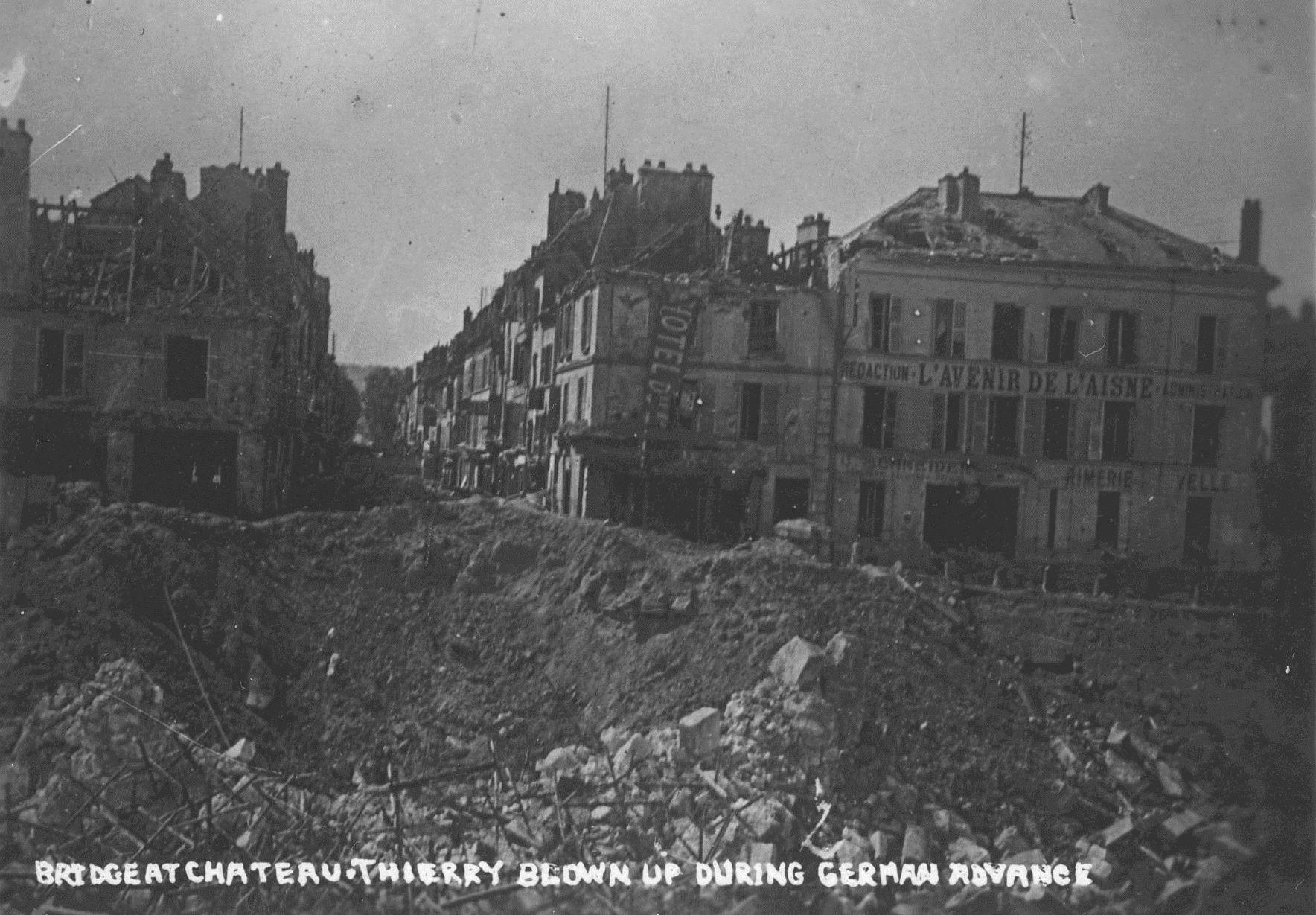
Le pont de Château-Thierry, détruit pendant l'avance allemande.

- 18 juillet : bataille de Château-Thierry, dans le cadre de la seconde bataille de la Marne[27]. Début de la grande contre-offensive alliée. Les Alliés (Français et Américains) obligent les troupes Allemandes à se replier au nord de la Marne. Les Allemands doivent renoncer à l’offensive prévue dans les Flandres.

### Août
- 7 août : le général Foch est nommé maréchal de France[3].

Prisonniers allemands capturés par la quatrième armée lors de la bataille d'Amiens, 27 août 1918.

- 8 août : offensive alliée dans le Santerre, en Picardie[30]. Début de l'offensive des Cent-Jours (fin le 11 novembre). Bataille d’Amiens[20].
- 10 août : accident ferroviaire de Solers[36].
- 12 août : premier cas grippe espagnole signalé en Bretagne[37] ; début de la seconde vague de l’épidémie, qui va faire plus de 20 millions de morts (fin en 1920). Elle se déclenche simultanément à Brest (France), Freetown (Sierra Leone) et Boston (États-Unis)[38].
- 17 août : ouverture d'une ligne aéropostale entre Paris et Saint-Nazaire[39].
- 21 août : deuxième bataille de Bapaume[40].
- 31 août-3 septembre : les Australiens prennent le mont Saint-Quentin. victoire des alliés sur la Somme[40].

### Septembre
- 5 septembre : discours de Paul Deschanel, président de la Chambre des députés qui salue « les chefs et les soldats qui ont repris depuis le 18 juillet une série d'offensives victorieuse »  et de Georges Clémenceau, président du Conseil (« La victoire s'affirme mais il faut l'achever »)[3].

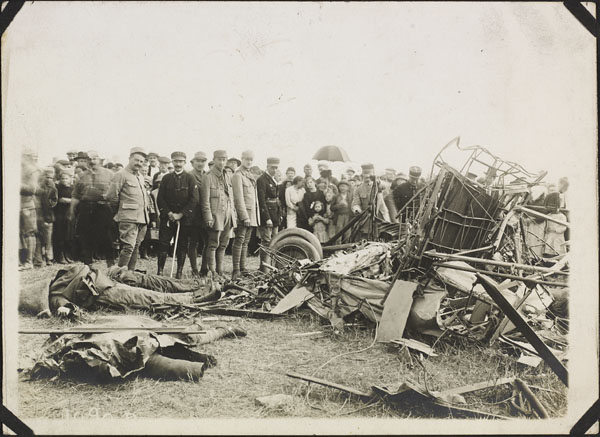
L'épave d'un aéronef Gotha de l'armée de l'air allemande qui s'est écrasé le 16 septembre 1918, après le dernier bombardement allemand sur Paris

- 15-16 septembre : dernier raid aérien des Gotha allemands sur Paris. Trois sont abattus par la DCA[41].
- 17 septembre : discours de Georges Clemenceau au Sénat : « Allez, enfants de la patrie ! »[3].
- 18 septembre : début de la bataille de la ligne Hindenburg[42]. Victoire alliée.
- 19 septembre : loi autorisant le lancement par l'État du quatrième emprunt de la Défense nationale, dit de la Libération souscrit du 20 octobre au 24 novembre[43].
- 26 septembre : Foch lance une vaste offensive convergente en Lorraine en direction de Mézières et en Belgique vers Bruges[20].

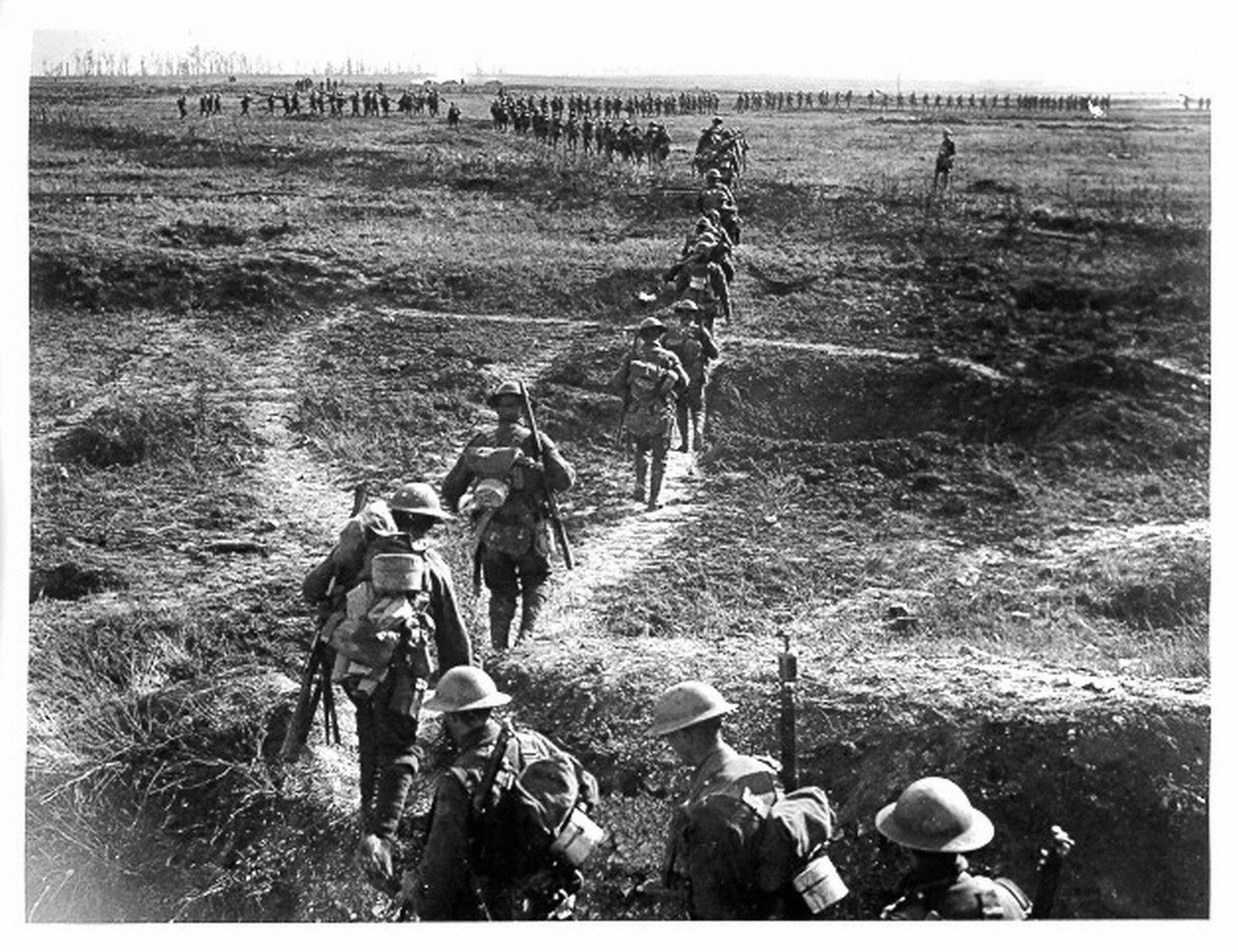
Bataille du Canal du Nord, 27 septembre 1918.

- 27 septembre - 1er octobre : bataille du Canal du Nord. La ligne de Hindenburg est brisée[44].

### Octobre
- 6 octobre : retour à l'heure normale[9].
- 8 - 10 octobre : deuxième bataille de Cambrai[45].
- 17 octobre : libération de Lille et de Douai par les Britanniques[3].
- 24 octobre : les Monts-de-piété deviennent Caisses de Crédit municipal et étendent leurs activités aux comptes de dépôt à vue[46].

### Novembre
- 4 novembre : victoire des Alliés sur la Sambre[47].

- 11 novembre :

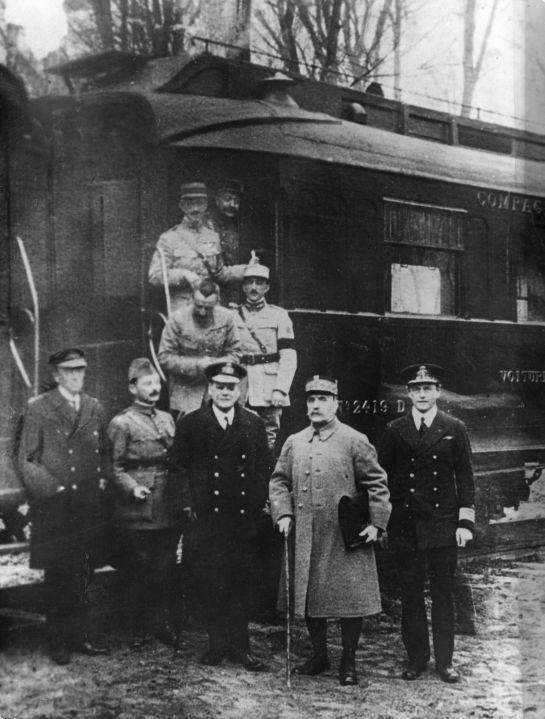
Photographie prise après la signature de l'armistice à la sortie du « wagon de l'Armistice » du train d'État-Major du maréchal Ferdinand Foch (deuxième à partir de la droite).

  - signature de l'armistice à côté de Rethondes, en forêt de Compiègne[3].
  - André Citroën annonce qu’il va fabriquer des automobiles dans ses usines de production d'obus du quai de Javel[49].
- 17 novembre :
  - les troupes françaises entrent en Alsace-Lorraine[3].
  - première manifestation nationale organisée place de la Concorde à Paris en l'honneur de l'Alsace-Lorraine libérée[50].

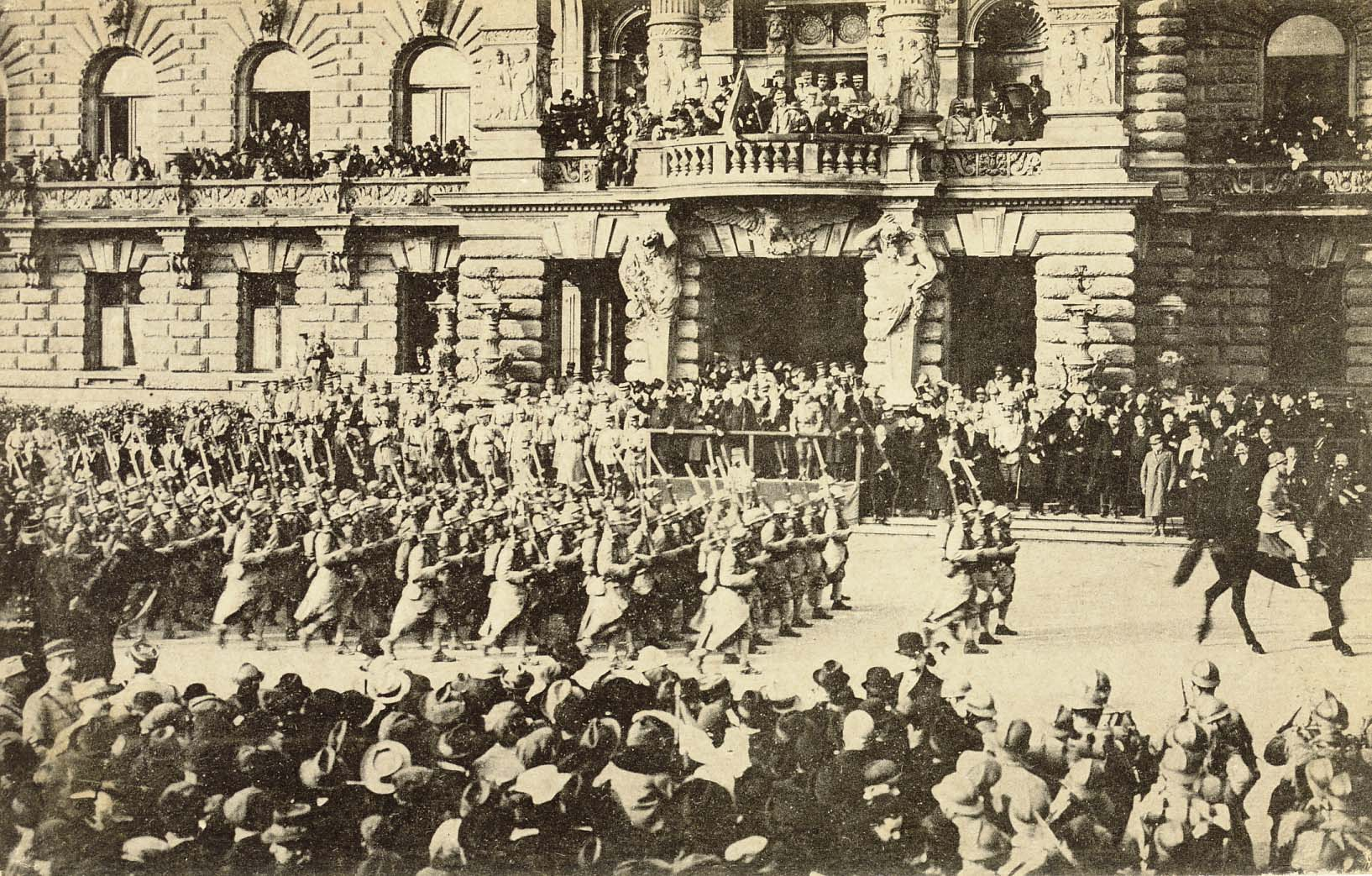
Entrée de la quatrième armée française menée par le général Gouraud à Strasbourg le 22 novembre 1918

- 22 novembre : l’armée française entre dans Strasbourg[51].

### Décembre
- 1er décembre : les troupes alliées entrent en Allemagne. Le 9 décembre, elles occupent Mayence[52].
- 13 décembre : le Président Wilson débarque à Brest du cuirassé George Washington pour participer aux négociations de paix, premier Président américain en exercice à se rendre sur le continent européen[53].
- 15 décembre :
  - le Comité confédéral national la CGT adopte un programme économique ; jusqu’alors hostile à toute nationalisation, la CGT inscrit dans son plan la revendication immédiate d’une « nationalisation industrialisée » des chemins de fer[54].
  - le général Pétain est fait maréchal de France[3].
- 26 décembre : décret instaurant un office spécialisé chargé de la liquidation des stocks militaires accumulés en quatre ans de guerre[55].
- 29 décembre : à la suite du débat de politique étrangère le gouvernement Clemenceau obtient la confiance par 386 voix contre 89[3].

## Décès en 1918
- 21 mars : Jules Covin, as de l'aviation française de la Première Guerre mondiale (° 19 octobre 1895).
- 24 août : Henriette Moriamé, résistante française lors de la Première Guerre mondiale
- 9 novembre : Guillaume Apollinaire, poète et écrivain français
- 2 décembre : Edmond Rostand, auteur dramatique français.